# أبو محسن المصري
أبو محسن المصري أو حسام عبد الرؤوف، جهادي مصري وعضو رفيع المستوى في تنظيم القاعدة.
كان مدرجًا على قائمة الإرهابيين المطلوبين لمكتب التحقيقات الفيدرالي في 2019. قُتل في عملية نفذتها المديرية الوطنية للأمن في ولاية غزني الوسطى بأفغانستان. وأكد مدير المركز الوطني الأمريكي لمكافحة الإرهاب كريس ميلر مقتله. ومع ذلك رفض مكتب التحقيقات الفيدرالي إصدار أي بيان فيما يتعلق بوفاته.